# District de Potou
Pour les articles homonymes, voir Potou (homonymie).
Le district de Potou (坡头区 ; pinyin : Pōtóu Qū) est une subdivision administrative de la province du Guangdong en Chine. Il est placé sous la juridiction de la ville-préfecture de Zhanjiang. Il est composé notamment de l'île Nansan.